# Erik Geijar-Geiger
Erik Geijar-Geiger (eigentlich Konrad Geiger; * 4. August 1888 in Stepperg, Bayern; † 23. September 1945 im Speziallager Sachsenhausen) war ein deutscher Regisseur und Stummfilmschauspieler sowie Funktionär in der nationalsozialistischen Kulturpolitik.

## Leben und Wirken

### Ausbildung und Filmarbeit
Der Sohn des Studienprofessors Konrad Geiger und dessen Gattin Anna, geb. Ziegler, hatte in Oberbayern die Oberrealschule besucht und an einer höheren Bürgerschule das Abitur gemacht. Anschließend trat er in den Staatsdienst ein und fand eine Beschäftigung bei der Finanzbehörde. Über Rudolf Walther-Fein und Peter Ostermayr stieß Geiger schließlich kurz nach dem Ende des Ersten Weltkriegs in München zum Film. Hier war er nur kurzzeitig aktiv und inszenierte unter seinem Künstlernamen Erik Geijar vor allem Kulturfilme (Dokumentarfilme) wie Walchensee und Bayernwerk, Der Film im Dienste der Landwirtschaft und Innwerk, aber auch Kinofilme mit Spielhandlung. Nach 1923 blieb der seit dem 11. Juli 1924 mit Marianne Klotz verheiratete Erik Geijar-Geiger filmabstinent und geriet als Teilnehmer am Hitlerputsch in wirtschaftliche und gesellschaftliche Bedrängnis.

### Karriere im Dritten Reich
Geijar-Geiger war angeblich 1922, sicher aber zum 1. Oktober 1930 der NSDAP beigetreten (Mitgliedsnummer 319.078). Nach der Machtergreifung machte er, der ab 1933 wieder unter seinem bürgerlichen Namen Konrad Geiger firmierte, Karriere in der NS-Kulturpolitik. So war er Leiter der Fachgruppe IV der Reichstheaterkammer, die für bühnentätige Chormitglieder und Rundfunkchormitglieder zuständig war. 1938 stieg Konrad Geiger zum Leiter der Fachschaft Artistik innerhalb der Reichstheaterkammer auf. In dieser Position ist er bis 1944 nachweisbar.

### Internierung und Tod
Bereits wenige Tage nach Ende des Zweiten Weltkriegs wurde Geiger als Exponent der NS-Kulturriege und Träger des Blutordens von einer Operativgruppe des Sowjetischen Geheimdienstes verhaftet und im Speziallager Sachsenhausen interniert, wo er im September 1945 verstarb. Als offizielle Todesursache wurde eine Enterokolitis angegeben. 1960 wurde er per Jahresende 1945 für tot erklärt. Erst nach der Öffnung der russischen Archive in den 1990er-Jahren konnte sein tatsächliches Schicksal ermittelt werden.

## Filmografie
- 1918: Ein Zauberspuk in der Maiennacht, Fliederduft bist Du (vermutlich Kurzfilmregie)
- 1919: Der Schattenspieler (Schauspieler)
- 1920: Der Meister im Bösen (künstlerische Oberleitung)
- 1921: Walchensee und Bayernwerk (Dokumentarfilmregie)
- 1921: Um Haus und Hof (Spielfilmregie)
- 1922: Innwerk, Bayer. Aluminium A.-G. (Dokumentarfilmregie)
- 1923: Jollys Geburtstag (Kurzfilmregie)